# Erloy
Erloy é uma comuna francesa na região administrativa de Altos da França, no departamento de Aisne. Estende-se por uma área de 7,44 km². Em 2010 a comuna tinha 101 habitantes (densidade: 13,6 hab./km²).